# Социалистическая партия (Нидерланды)
Социалисти́ческая па́ртия, СП (нидерл. Socialistische Partij, SP) — нидерландская политическая партия левой социалистической ориентации с истоками в маоистском движении. После выборов 12 сентября 2012 года располагала 15 депутатскими мандатами из 150, но потеряла одно место по итогам выборов 15 марта 2017 года. На протяжении большей части первых двух десятилетий XXI века являлась третьей по численности партией страны.

## История

### 1971—1994 годы
Партия была основана в октябре 1971 года под именем Коммунистическая партия Нидерландов/Марксистско-ленинская (КПН/МЛ, Kommunistiese Partij Nederland/Marxisties-Leninisties). КПН/МЛ образовала в результате раскола, произошедшего в маоистском Едином коммунистическом движении Нидерландов (марксистско-ленинском). Этот раскол стал итогом дебатов о роли интеллектуалов в классовой борьбе. Основатели КПН/МЛ во главе с Дааном Монье принадлежали к пролетаристскому крылу партии, которое выступало против доминирования в организации студентов и интеллектуалов. В 1972 году КПН/МЛ изменила своё название на Социалистическую партию. В тот период партия поддерживала близкие контакты с Коммунистической партией Китая, хотя и критиковала отдельные аспекты политики последней, например, поддержку УНИТА в гражданской войне в Анголе.
Соцпартия начала строительство сети локальных ячеек. Партия имела общую исполнительную службу, координировавшую работу городских групп и локальных групп действия. Такие структуры создавались внутри политических блоков, некоторых профсоюзов, экологических организаций и других общественных объединения. Результатом этой работы стало серьёзное представительство в нескольких муниципальных законодательных органах власти (Муниципальных советах), в особенности, в городе Осс. Также партия имела устойчивое положение в провинциальных законодательных органах (Провинциальных советах), особенно, в провинции Северный Брабант.
Стремление партии к реальной политике, «близкой к народу», вызвало ряд полемических и неоднозначных публикаций. Брошюра «Трудовая миграция и капитал» («Gastarbeid en Kapitaal»), издававшаяся в 1980-е годы, осуждала трудовую миграцию в Нидерланды. СП считала, что это ход капиталистов с целью ослабления классового сознания пролетариата. Было только одно решение, предотвращающее фракционализацию голландского пролетариата, а именно — иностранные рабочие должны были интегрироваться в голландскую среду или возвращаться в свои страны.
Опыт работы в органах власти привел к тому, что партия становится более умеренной. С 1977 года СП пыталась попасть во Вторую палату Генеральных штатов. Неудачным было участие во всеобщих выборах 1977, 1981, 1982, 1986 и 1989 годов. В 1991 году партия отказалась от марксистско-ленинской идеологии.

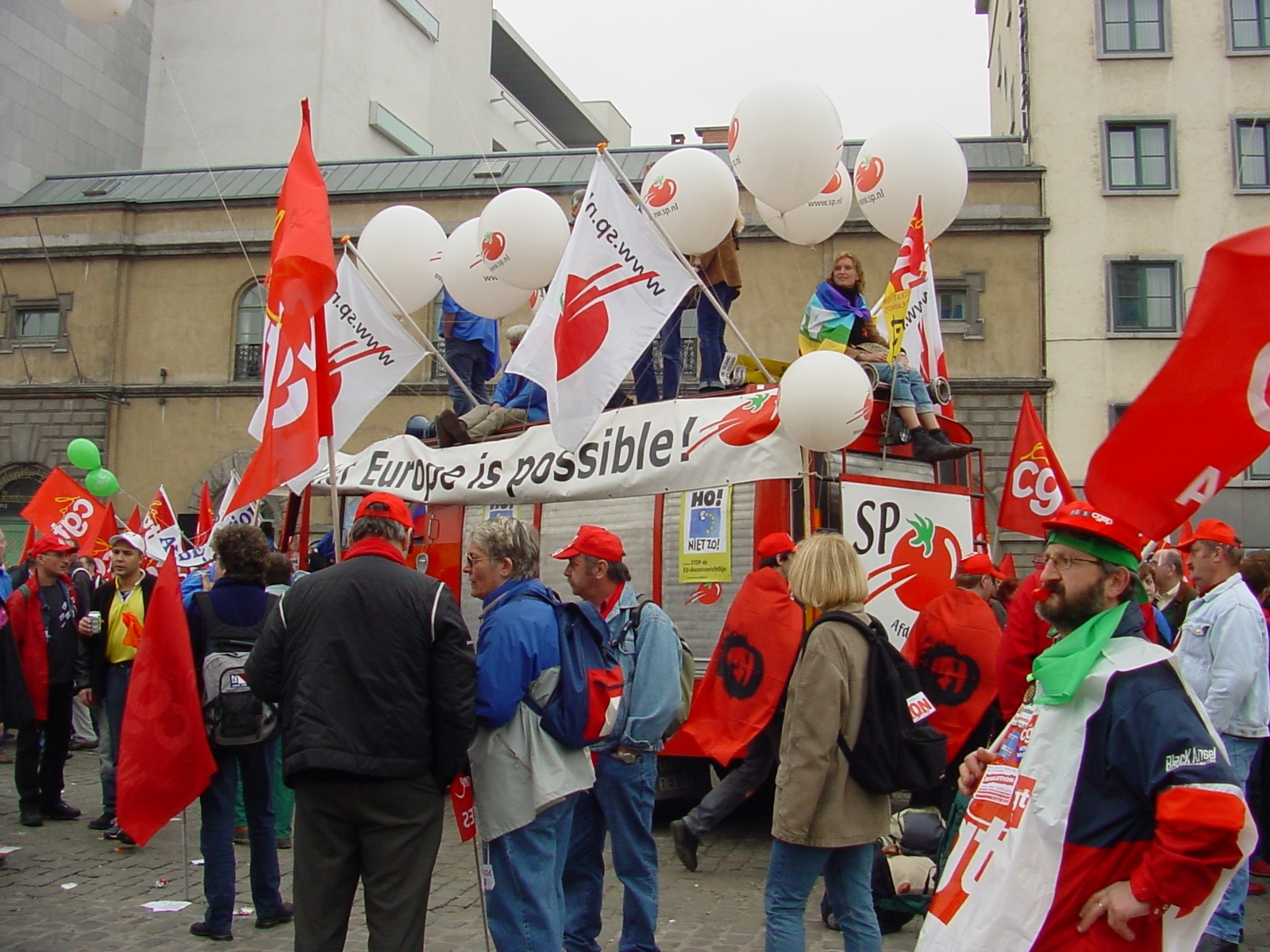
Активисты Социалистической партии на демонстрации в Брюсселе 19 марта 2005 года

### После 1994 года
На выборах 1994 года СП получила 1,3 % голосов и 2 места в парламенте, которые заняли Реми Ропп и Ян Марейниссен. Слоган партии во время выборов был «Голосуй против» («Stem tegen»). В 1990-е годы большинство левых партий, включая Партию за труд, сдвинулись к центру. Политическую левую альтернативу в Нидерландах на парламентском уровне представляли только Социалистическая партия и «Зелёные левые». Соцпартия стояла в оппозиции к «пурпурной коалиции», сформированной Вимом Коком в 1994 году, и состоявшей из Партии за труд, Народной партии за свободу и демократию и партии «Демократы 66».
На выборах 1998 года партия увеличивает своё представительство в парламенте до 5 мест. В 1999 году Эрик Мейер, географ и бывший лидер троцкистской фракции внутри Пацифистской социалистической партии, перешедший в 1996 году из «Зелёных левых» в Соцпартию, избирается от последней в Европарламент. На всеобщих выборах 2003 года партия получила поддержку 9 % населения и увеличивает количество своих депутатов до 9 человек. Однако предварительные прогнозы были даже большими — социалистам пророчили до 24 мест (16 %), что свидетельствует о том, что многие их потенциальные избиратели всё-таки отдали голоса за Партию за труд. На выборах в Европарламент 2004 года количество избранных от СП представителей возросло с одного до двух. Во время референдума по Евроконституции 2005 года Социалистическая партия была единственной левой парламентской партией, призывавшей голосовать «против».
Партия добилась большого успеха на последних выборах в парламент в ноябре 2006 года, получив в нижней палате 25 мест из 150 — на 16 больше, чем в Генеральных штатах предыдущего созыва. Став таким образом третьей по величине партией в парламенте, она тем не менее осталась в оппозиции. Это можно объяснить её стремлением к резкому повышению налогов и государственных расходов, что сильно расходится с программами других партий и тем самым затрудняет формирование коалиции с ними. Партия находилась в оппозиции к правительству Балкененде. На местных выборах 2007 года количество избранных представителей Соцпартии возросло с 29 до 83, что привело к увеличению количества социалистов в Сенате с 4 до 11.
В начале 2020-х годов возник конфликт между руководством партии и её левым крылом. В октябре 2020 года из партии были исключены члены фракции «Коммунистическая платформа», а также были приостановлены связи с молодёжной организацией Социалистической партии — ROOD, поскольку руководство молодёжи поддерживало «Коммунистическую платформу». В октябре 2021 года правление партии назвало ROOD и фракцию «Марксистский форум» «политическими партиями». Это привело к исключению нескольких десятков членов из-за недопустимости двойного членства. В 2022 году часть исключённых основала партию «Социалисты» (De Socialisten), которая поставила себе задачу создать «общенациональную социалистическую партию». На партийном съезде «Социалистов», состоявшемся в марте 2025 года, было выбрано название Революционная социалистическая партия.
В январе 2022 года была создана молодёжная организация партии, получившая название SP.Jongeren («СП.Молодёжь»).

## Идеология
Манифест партии, принятый в 1999 году, носит название «Все человечество» («Heel de Mens»), где записано, что партия выступает за социализм, основанный на «человеческом достоинстве, равенстве и солидарности». В манифесте резко критикуется капитализм, эксплуатация и неолиберальная экономическая модель. В нем, в частности, говорится:

«Наша фундаментальная вера в человеческое достоинство, равенство и солидарность заставляет нас выступать против общества, в котором во всем мире доминирующим становится принцип „каждый за себя“, общества, в котором принцип „власть дает права“ возвышается над принципом равенства возможностей для всех. Мы выступаем за разрушение усиливающейся власти капитала над обществом»

## Организация
Высшим органом СП является партийный совет (partijraad), формирующийся из руководителей всех региональных ячеек и партийных органов. Совет собирается минимум 4 раза в год. Партийные органы избираются на конгрессе (congres), который формируется из делегатов региональных ячеек, между съездами его функции осуществляет — партийное правление (partijbestuur). Съезд утверждает кандидатов на национальные и общеевропейские выборы, вносит изменения в программные документы. Высшие органы первичных отделений — членские собрания (ledenvergadering), между членскими собраниями — правления отделений (afdelingsbestuur), высшие органы региональных организаций — региональные конференции (regioconferentie). Председателем партии с 1988 года является Ян Марейниссен, который также является лидером парламентской фракции СП (традиционно в Нидерландах это две различные должности). Партия остается очень активно во внепарламентских формах протеста.
Внутри партии в качестве течений работают две троцкистские группы — «Наступление» («Offensive»), секция Комитета за рабочий интернационал, и «Международные социалисты», секция Международной социалистической тенденции. Внутри СП действуют достаточно много активистов партии «Социалистическая альтернативная политика», секции Четвертого интернационала.
Существует молодёжная организация — SP.Jongeren («СП.Молодёжь»).
В Европарламенте члены Соцпартии входят во фракцию Объединенных европейских левых — Северных зелено-левых. Однако СП не входит в общеевропейскую партию «Европейские левые» или Северный зелено-левый альянс.

## Электоральная история
| Год  | Лидер списка       | Место | Голоса    | %     | Мандаты   | +/–   | Правительство |
| ---- | ------------------ | ----- | --------- | ----- | --------- | ----- | ------------- |
| 1977 | Рэми Поппе         | 15-е  | 24 420    | 0,29  | 0 из 150  | Новая | Нет мандатов  |
| 1981 | Ханс ван Хофт-ст.  | 13-е  | 30 357    | 0,35  | 0 из 150  | ▬     | Нет мандатов  |
| 1982 | Ханс ван Хофт-ст.  | 13-е  | 44 690    | 0,55  | 0 из 150  | ▬     | Нет мандатов  |
| 1986 | Ханс ван Хофт-ст.  | 12-е  | 31 983    | 0,35  | 0 из 150  | ▬     | Нет мандатов  |
| 1989 | Ян Марейниссен     | 22-е  | 38 789    | 0,44  | 0 из 150  | ▬     | Нет мандатов  |
| 1994 | Ян Марейниссен     | 11-е  | 118 768   | 1,32  | 2 из 150  | ▲ 2   | Оппозиция     |
| 1998 | Ян Марейниссен     | 6-е   | 303 703   | 3,53  | 5 из 150  | ▲ 3   | Оппозиция     |
| 2002 | Ян Марейниссен     | 6-е   | 560 447   | 5,90  | 9 из 150  | ▲ 4   | Оппозиция     |
| 2003 | Ян Марейниссен     | 4-е   | 609 723   | 6,32  | 9 из 150  | ▬     | Оппозиция     |
| 2006 | Ян Марейниссен     | 3-е   | 1 630 803 | 16,58 | 25 из 150 | ▲ 16  | Оппозиция     |
| 2010 | Эмиль Рёмер        | 5-е   | 924 696   | 9,82  | 15 из 150 | ▼ 10  | Оппозиция     |
| 2012 | Эмиль Рёмер        | 4-е   | 909 853   | 9,65  | 15 из 150 | ▬     | Оппозиция     |
| 2017 | Эмиль Рёмер        | 6-е   | 955 633   | 9,09  | 14 из 150 | ▼ 1   | Оппозиция     |
| 2021 | Лилиан Марейниссен | 5-е   | 623 436   | 5,98  | 9 из 150  | ▼ 5   | Оппозиция     |
| 2023 | Лилиан Марейниссен | 8-е   | 327 196   | 3,14  | 5 из 150  | ▼ 4   | TBA           |

| Год  | Голоса | %     | Мандаты  | +/–   |
| ---- | ------ | ----- | -------- | ----- |
| 1991 |        |       | 0 из 75  | Новая |
| 1995 |        |       | 1 из 75  | ▲ 1   |
| 1999 | 4 801  | 3,0   | 2 из 75  | ▲ 1   |
| 2003 | 8 551  | 5,3   | 4 из 75  | ▲ 2   |
| 2007 | 25 231 | 15,47 | 12 из 75 | ▲ 8   |
| 2011 | 17 187 | 10,35 | 8 из 75  | ▼ 4   |
| 2015 | 20 038 | 11,9  | 9 из 75  | ▲ 1   |
| 2019 | 10 179 | 5,88  | 4 из 75  | ▼ 5   |
| 2023 | 7 404  | 4,14  | 3 из 75  | ▼ 1   |

| Год  | Место | Голоса  | %    | Мандаты | +/–   | Прим.  |
| ---- | ----- | ------- | ---- | ------- | ----- | ------ |
| 1989 | 8-е   | 34 332  | 0,65 | 0 из 26 | Новая | [ 7 ]  |
| 1994 | 8-е   | 55 311  | 1,34 | 0 из 26 | ▬     | [ 8 ]  |
| 1999 | 7-е   | 178 642 | 5,04 | 1 из 26 | ▲ 1   | [ 9 ]  |
| 2004 | 6-е   | 332 326 | 6,97 | 2 из 26 | ▲ 1   | [ 10 ] |
| 2009 | 7-е   | 323 269 | 7,10 | 2 из 25 | ▬     |        |
| 2009 | 7-е   | 323 269 | 7,10 | 2 из 26 | ▬     | [ 11 ] |
| 2014 | 5-е   | 458 079 | 9,64 | 2 из 26 | ▬     | [ 12 ] |
| 2019 | 11-е  | 185 224 | 3,37 | 0 из 26 | ▼ 2   |        |
| 2019 | 11-е  | 185 224 | 3,37 | 0 из 29 | ▬     | [ 13 ] |

## Лидеры партии

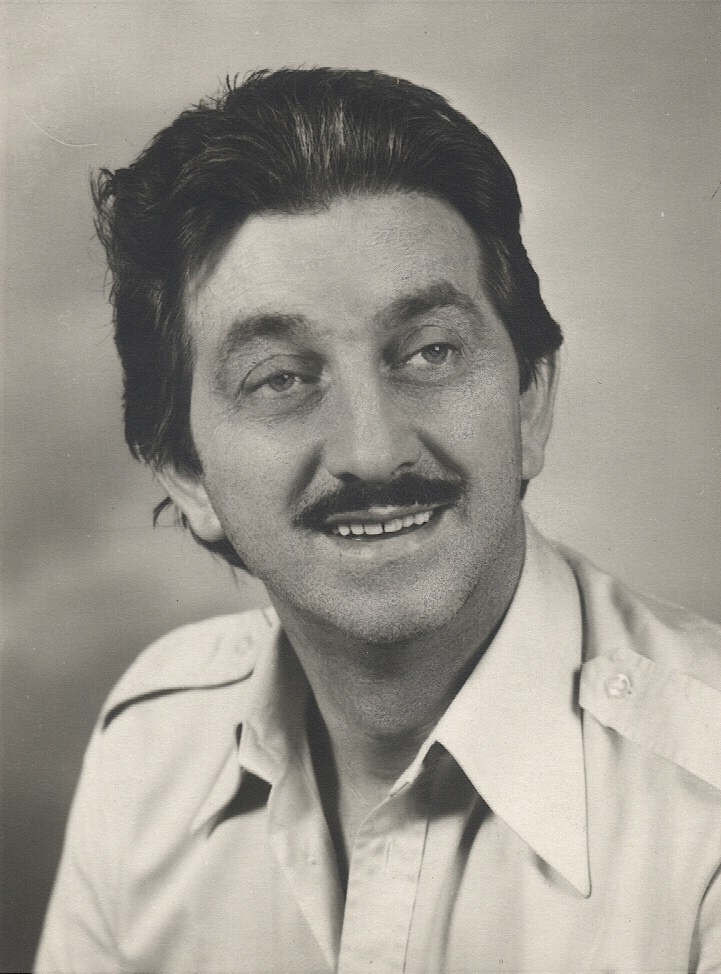
Даан Монъе, первый лидер партии до 1 октября 1986 года
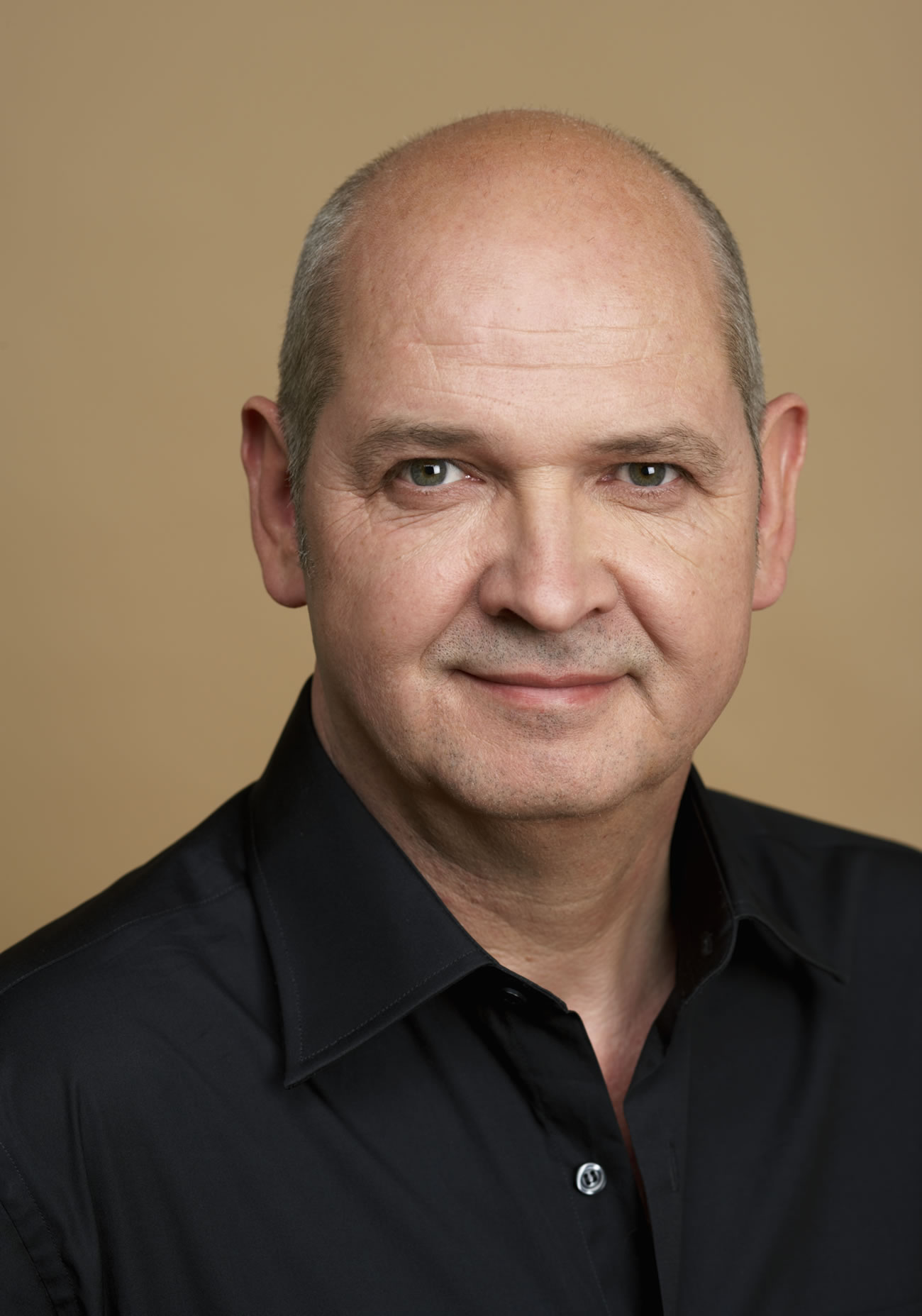
Ян Марейниссен, лидер в 1986—2008 и председатель в 1988—2015 годах
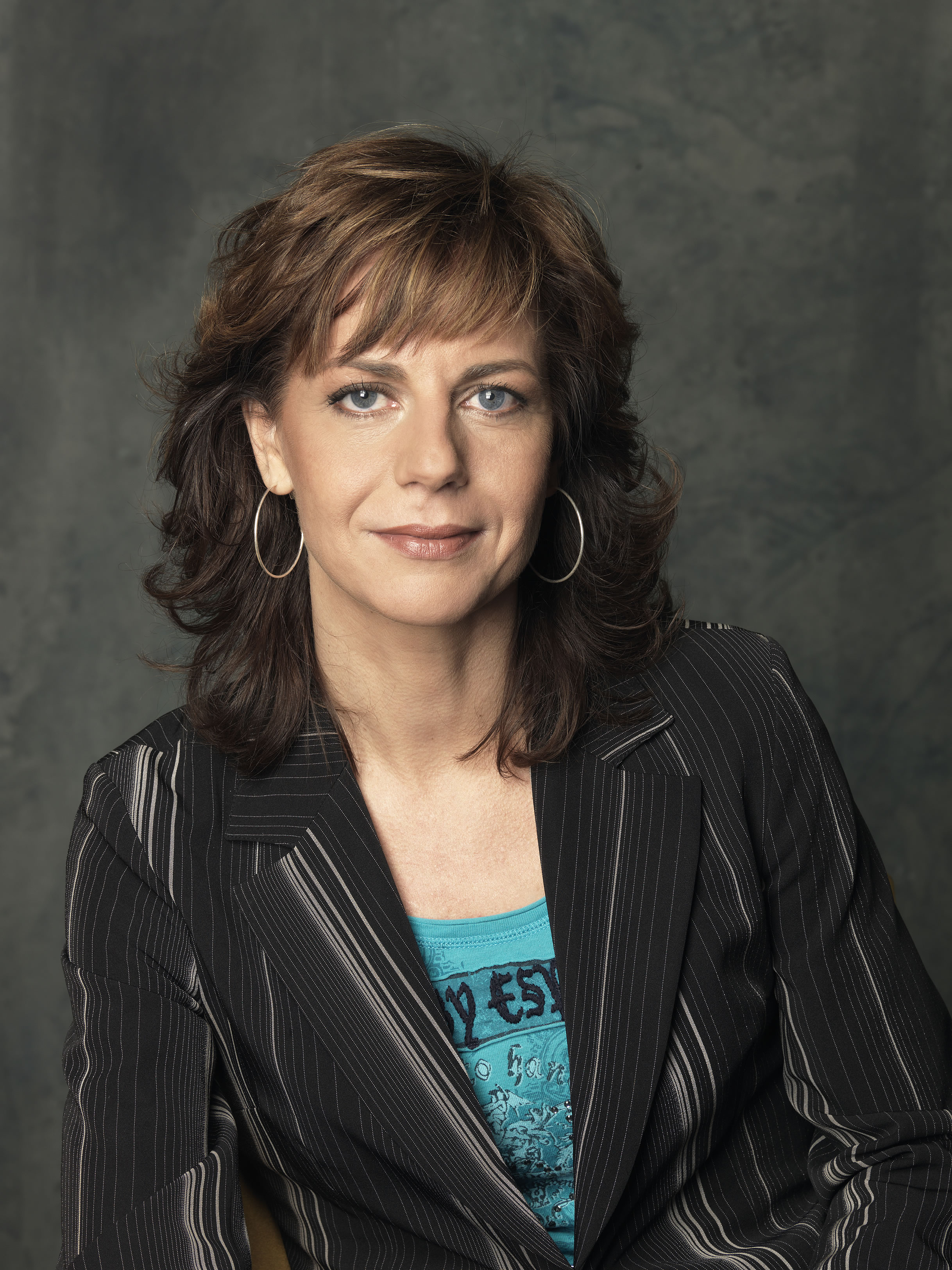
Доктор Агнес Кант, лидер партии с 20 июня 2008 по 5 марта 2010 года
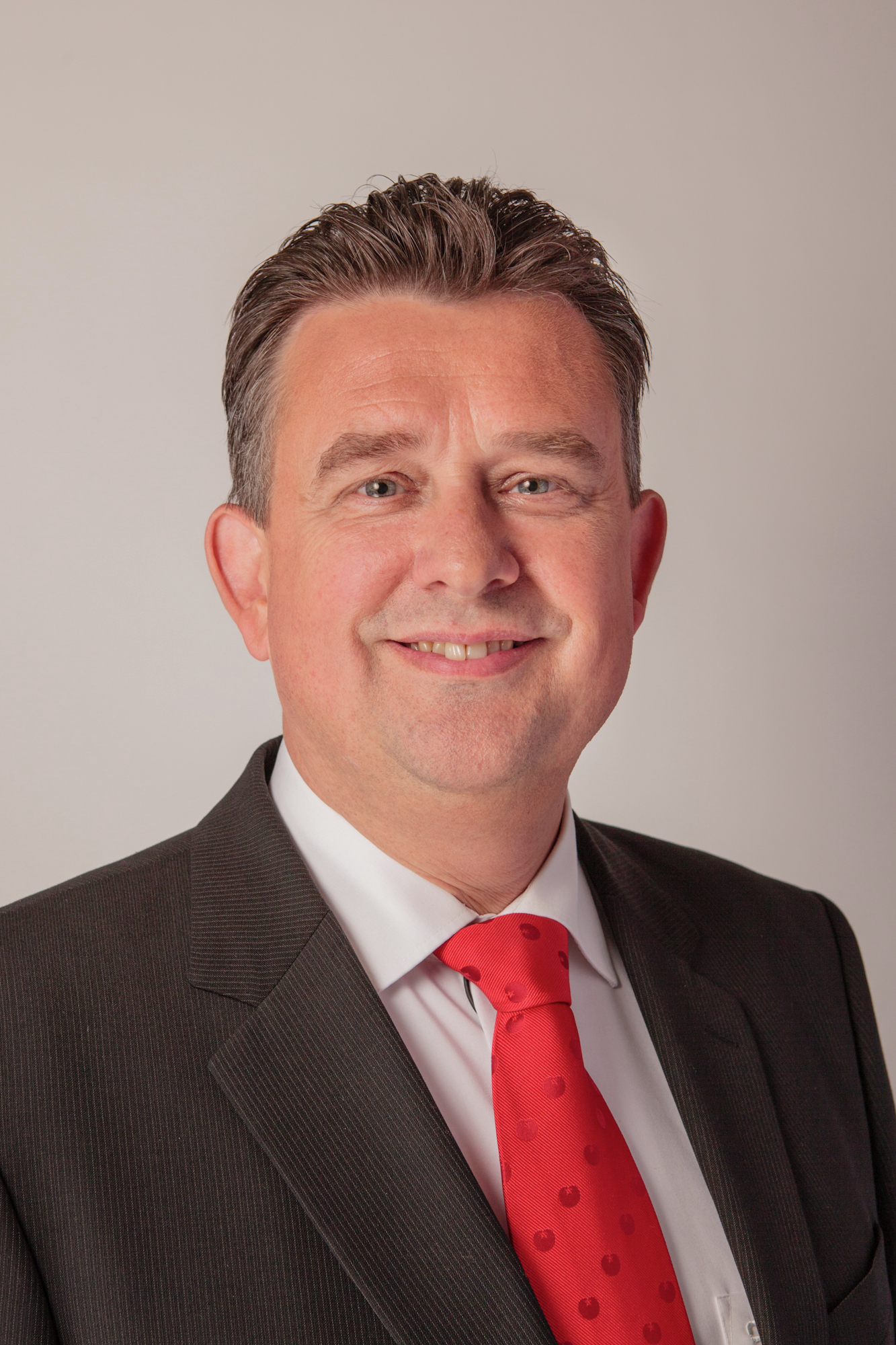
Эмиль Румер, лидер партии с 5 марта 2010 по 13 декабря 2017 года
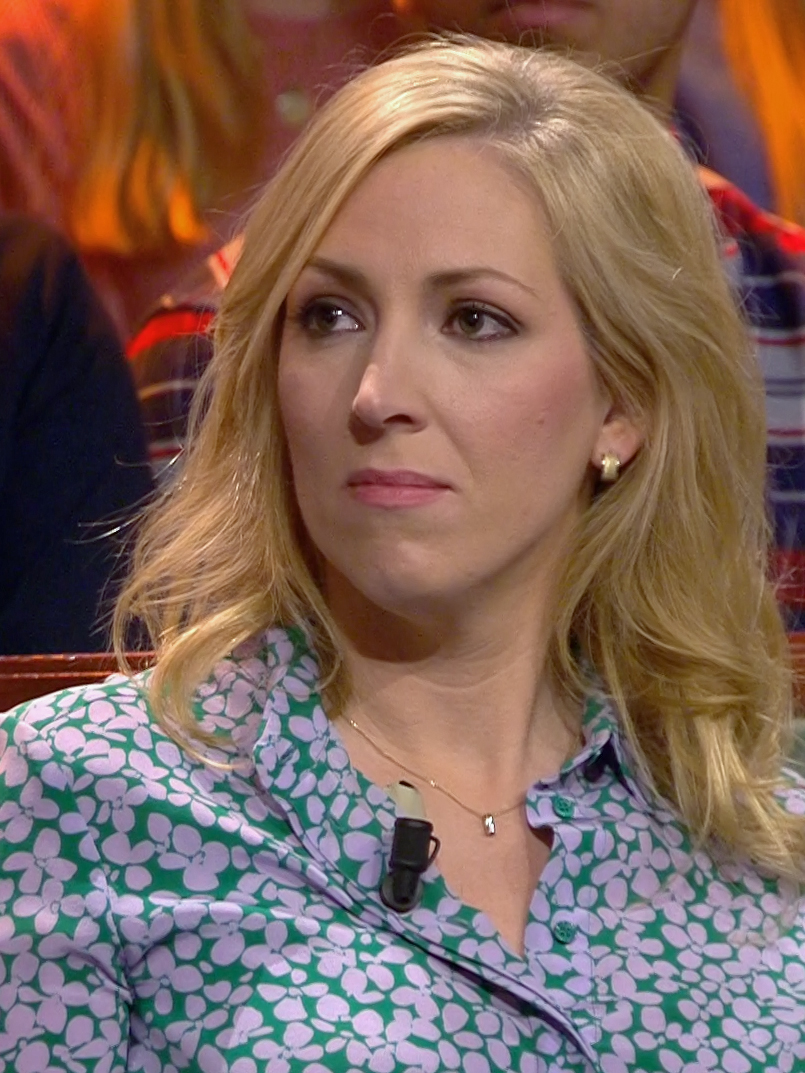
Лилиан Марейниссен, лидер партии с 13 декабря 2017 года по 13 декабря 2023
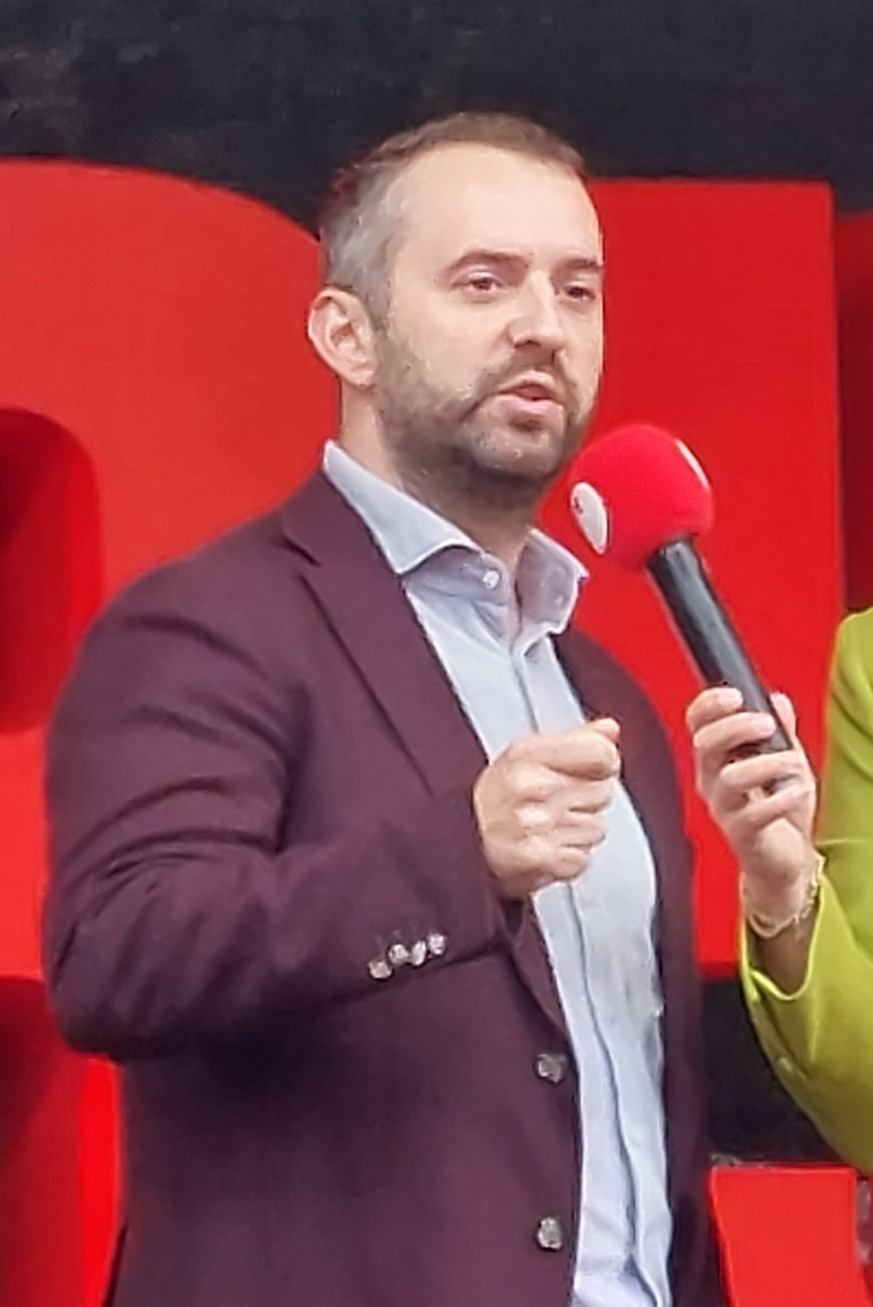
Джимми Дейк[англ.], лидер партии с 13 декабря 2023